# Eustomias gibbsi
Eustomias gibbsi es una especie de pez de la familia Stomiidae en el orden de los Stomiiformes.

## Morfología
• Los machos pueden llegar alcanzar los 15,6 cm de longitud total.

## Hábitat
Es un pez de mar y de aguas profundas que vive hasta 1.100 m de profundidad.

## Distribución geográfica
Se encuentra en el Pacífico: entre 10 º -25 º N y 20 ° -30 ° S.